# رولاندو موران
رولاند موران (بالإسبانية: Rolando Morán)‏ هو سياسي غواتيمالي، ولد في 29 ديسمبر 1929 في كويتزالتنانغو، وتوفي في 11 سبتمبر 1998 في غواتيمالا العاصمة بسبب نوبة قلبية. حزبياً، نشط في حزب الوحدة الوطنية الثورية الغواتيمالية.